# Wilhelm von Brandenburg-Ansbach-Kulmbach

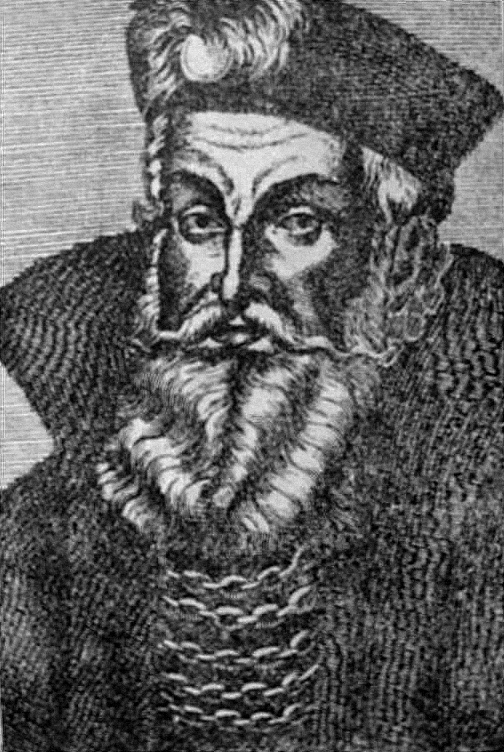
Markgraf Wilhelm von Brandenburg-Ansbach, letzter Erzbischof von Riga

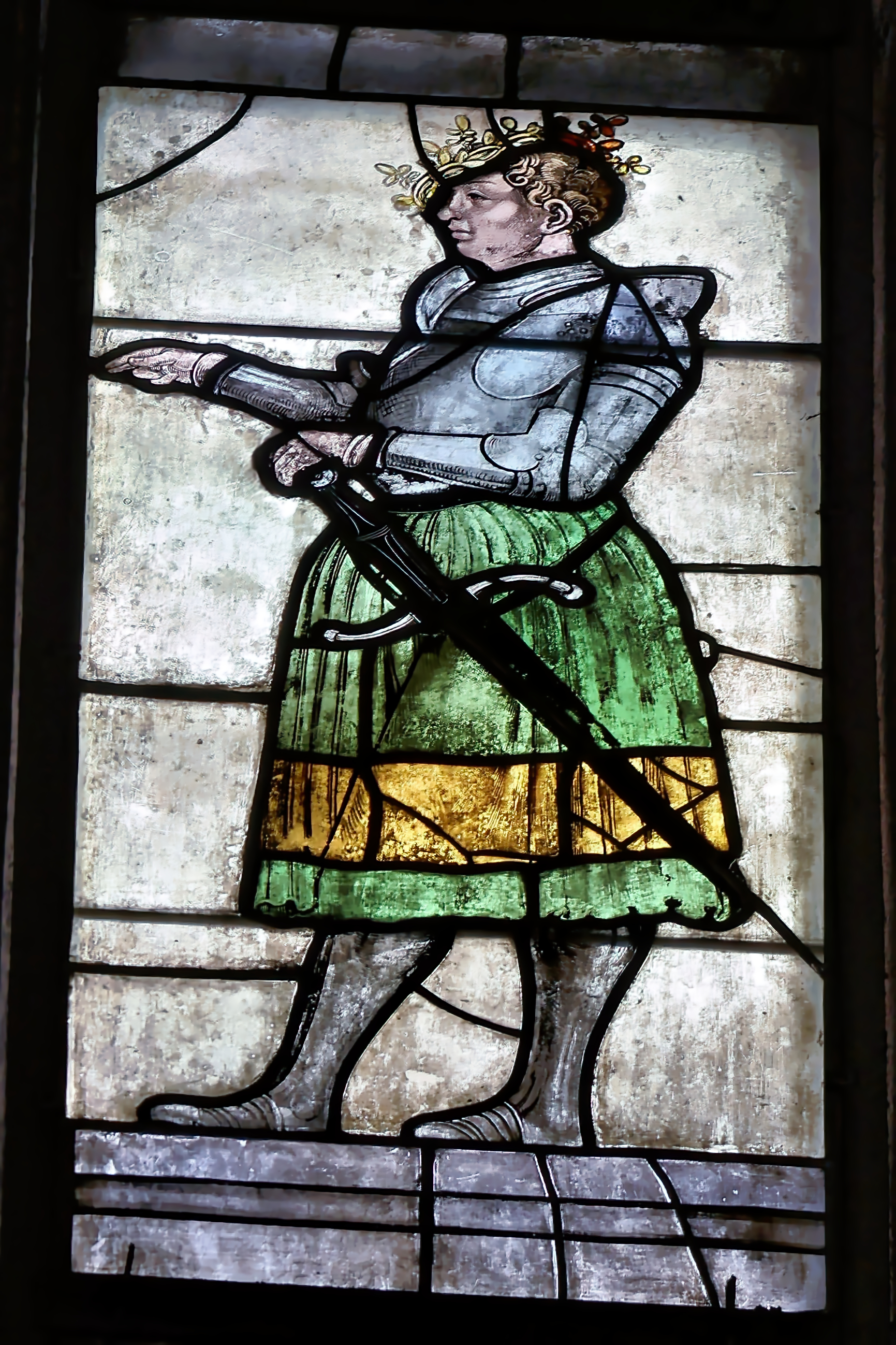
Darstellung Wilhelms im Markgrafenfenster von St. Sebald in Nürnberg, Arbeit von Hans Süß 1515

Wilhelm von Brandenburg-Ansbach (* 30. Juni 1498 in Ansbach, Fürstentum Ansbach; † 4. Februar 1563 in Riga, Livländische Konföderation) war von 1539 bis 1561 letzter Erzbischof von Riga.

## Leben
Wilhelm war ein Sohn des Markgrafen Friedrich des Älteren von Ansbach und Bayreuth (1460–1536) und dessen Frau Sophia (1464–1512), Tochter des Königs Kasimir IV. von Polen. Er wurde gemeinsam mit seinem Bruder Albrecht, dem späteren Hochmeister des Deutschen Ordens, durch Udalrich Seger von Mönchberg ausgebildet. Ab 1516 studierte er an der Universität Ingolstadt.
Pläne, Wilhelm als Bischof von Pomesanien oder Herzog von Masowien einzusetzen, scheiterten. Zunächst bezog er Pfründen aus den Kapiteln in Köln und Mainz.

### Koadjutor in Riga, gewählter Bischof von Ösel und Erzbischof von Riga
1529 eröffnete sich für Wilhelm von Brandenburg-Ansbach die Aussicht, katholischer Erzbischof von Riga zu werden. Als Protestant hoffte Wilhelm so dem Evangelium dienen zu können. Der Rigaer Erzbischof Thomas Schöning berief ihn 1529 zu seinem Koadjutor. Im Jahr 1532 wurde Wilhelm von einem Teil des öselschen Adels zum Bischof von Ösel gewählt, konnte sich aber gegenüber seinen Mitbewerber Reinhold von Buxhoeveden nicht durchsetzen.
Wilhelm wurde nach dem Tod Schönings 1539 zum Erzbischof von Riga gewählt. Der Rat der Stadt Riga verweigerte dem Hohenzollern allerdings seine Huldigung und weigerte sich, die Kapitelgüter herauszugeben. 1541 schloss sich Riga dem Schmalkaldischen Bund an, was die Position der Stadt verstärkte. Nach langen Verhandlungen kam es schließlich 1546 zum Vertrag von Neuermühlen mit der Anerkennung Wilhelms durch den Rat von Riga. Ein Jahr später konnte Wilhelm feierlich in Riga einziehen.

### Die livländische Koadjutorfehde
Erzbischof Wilhelm berief 1546 mit Christoph zu Mecklenburg unter Missachtung einer Vereinbarung der livländischen Stände einen auswärtigen Fürsten zu seinem Koadjutor. Dagegen protestierte der Deutsche Orden. Der Streit entzündete sich auch an der Frage, ob das seit 1526 reichsunmittelbare Livland sich politisch an Polen-Litauen anlehnen solle (so das Votum Erzbischof Wilhelms) oder Abstand halten (so die Haltung des Deutschen Ordens, zumal seines livländische Ordenszweiges). Als Wilhelm bei seinen Verwandten, dem Herzog von Preußen und dem König von Polen, um Hilfe ersuchte, verschärfte sich der Streit zwischen ihm und dem Landmeister in Livland schließlich zur „livländischen Koadjutorfehde“. Es kam zu bewaffneten Auseinandersetzungen. Hochmeister Heinrich von Galen ließ den Erzbischof und seinen Koadjutor im Juni 1556 auf der Burg Kokenhusen gefangensetzen. Die 1556/1557 in Regensburg zum Reichstag versammelten Reichsstände ermahnten die Parteien, ihre jeweiligen Truppen zu entlassen und die strittigen Fragen einer Reichsdeputation vorzulegen, die am 1. April 1557 in Lübeck zusammentreten sollte. Doch dann setzte der polnisch-litauische König Sigismund II. August sein Heer in Richtung Livland in Marsch. Daraufhin entließ Galens Nachfolger Johann Wilhelm von Fürstenberg den Erzbischof und seinen Koadjutor aus der Haft. Im Vertrag von Poswol 1557 wurden Wilhelm und Christoph in ihren Ämtern anerkannt.

### Abdankung
Kurz darauf überfiel Zar Iwan IV. das äußerlich und innerlich geschwächte Livland und eröffnete damit den Livländischen Krieg. Er eroberte das Stift Dorpat, worauf Polen, Schweden und Dänemark in den Krieg eingriffen. 1561 wurde Riga Freie Reichsstadt. Wilhelm dankte ab, und ihm wurden der fürstliche Rang und zwei Schlösser gelassen. Er starb 1563 auf dem Rigaer Bischofshof und wurde im Dom zu Riga bestattet.